# لا گرینج (کنتاکی)
لا گرینج (به انگلیسی: La Grange) شهری در ایالت کنتاکی کشور ایالات متحده آمریکا است که جمعیت آن در سرشماری سال ۲۰۱۰ میلادی، ۸٬۰۸۲ نفر بوده‌است.